# (435) Элла
(435) Элла (нем. Ella) — астероид главного пояса, который  был открыт 11 сентября 1898 года немецкими астрономами Максом Вольфом и Фридрихом Швассманом в обсерватории Хайдельберг. Происхождение названия неизвестно.

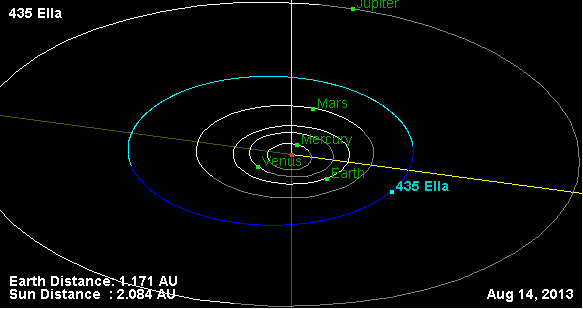
Орбита астероида Элла и его положение в Солнечной системе